# Kapljuh
Kapljuh (en serbe cyrillique : Капљух) est un village de Bosnie-Herzégovine. Il est situé dans la municipalité de Bosanski Petrovac, dans le canton d'Una-Sana et dans la fédération de Bosnie-et-Herzégovine. Selon les premiers résultats du recensement bosnien de 2013, il compte 29 habitants.

## Démographie

### Évolution historique de la population
| 1948 | 1953 | 1961 | 1971 | 1981 | 1991 | 2013 |
| ---- | ---- | ---- | ---- | ---- | ---- | ---- |
| -    | -    | 313  | 296  | 213  | 144  | 29   |

|  |

### Communauté locale
En 1991, la communauté locale de Kapljuh comptait 596 habitants, répartis de la manière suivante :